# Кале (Отовица)
Кале, още Отовишкото кале (на македонска литературна норма: Кале, Отовичко кале), е антична крепост, разположена над велешкото село Отовица, Северна Македония.

## Местоположение
Кале се намира на 2 km североизточно от Башино село, на възвишение в най-източния дял на рида Байраче или Дълги рид (447 m), над брега на изкуственото езеро Младост. Крепостта контролира цялата Велешка котловина и Отовишкото поле.

## История
До 2017 година в района не са правени системни разкопки и крепостта е определяна като прибежище, използвано при опасности. В нея са открити 13 монети от последните македонски царе Филип V и Персей Македонски.
В 2017 година археолози от Република Македония правят 8 сондажа на най-високата част заравненото плато вътре в крепостните стени. Вследствие на тези сондажи е установено, че крепостта е съществувала от VII – VI век пр. Хр. до VI век в Късната античност. Крепостта е била бързо напусната, като са видни следи от пожар.